# Côte (géographie)
Pour les articles homonymes, voir Côte.

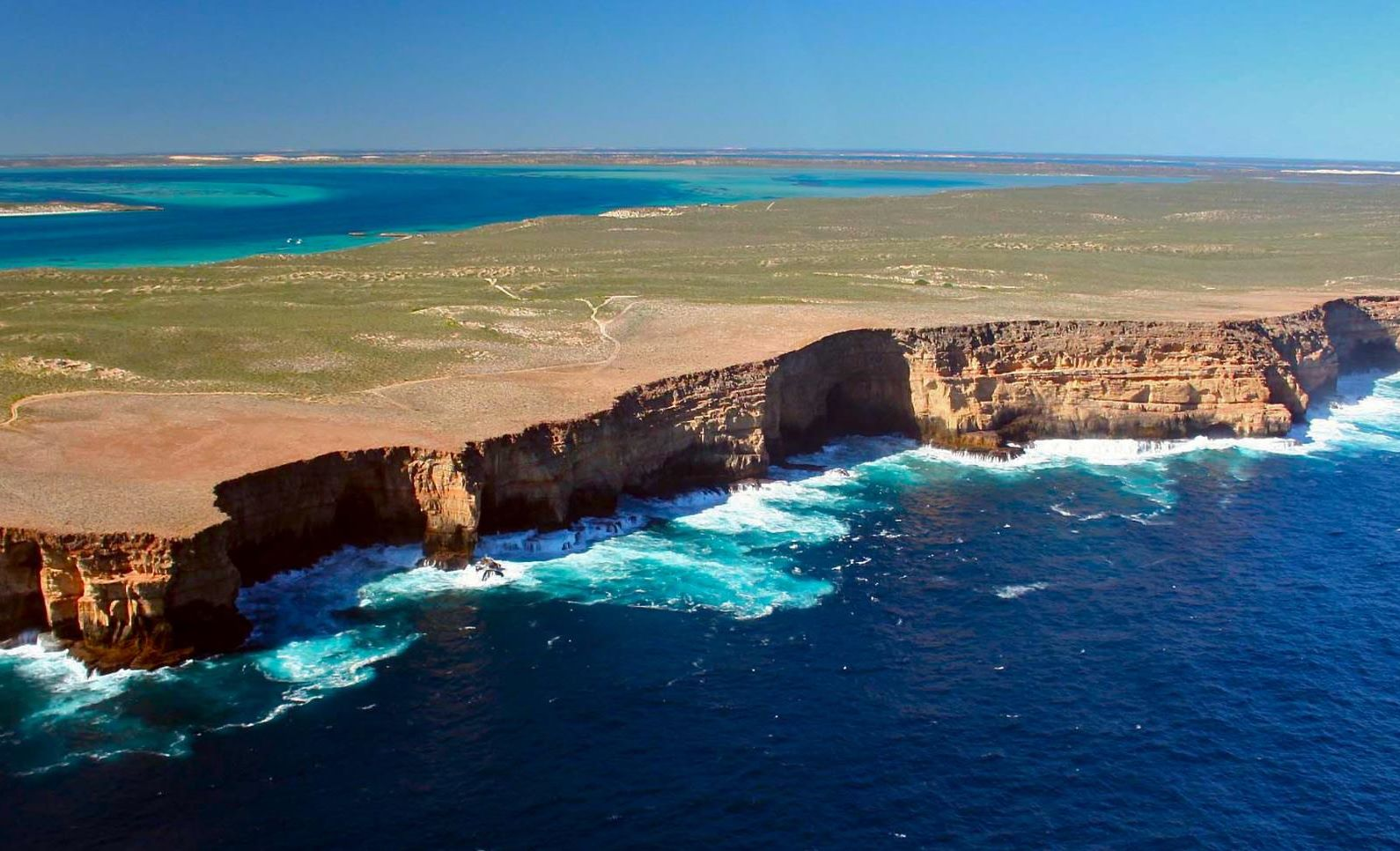
La côte océanique de l'Australie-Occidentale.

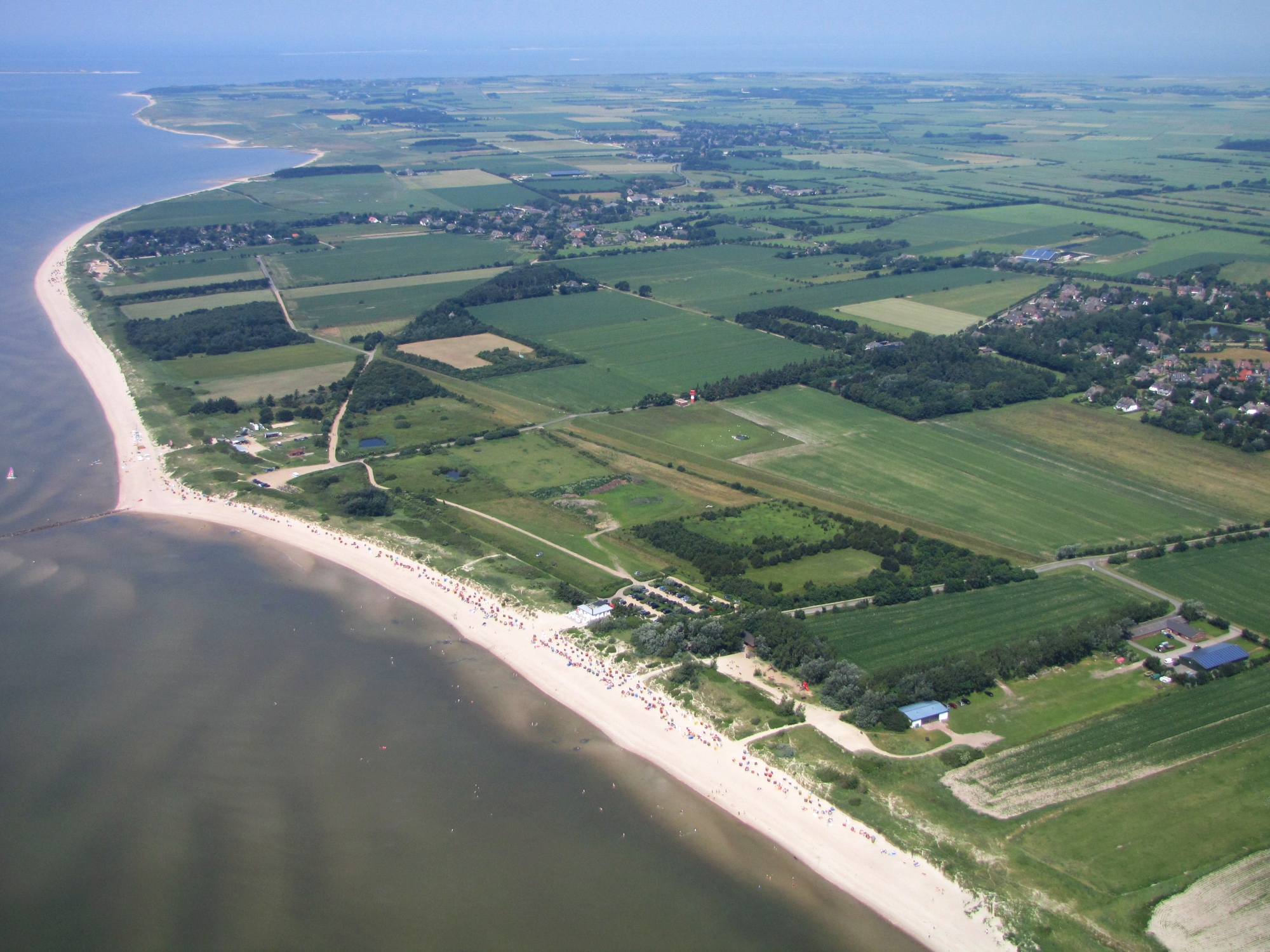
Vue aérienne d'une côte sur l'île allemande de Föhr en mer du Nord.

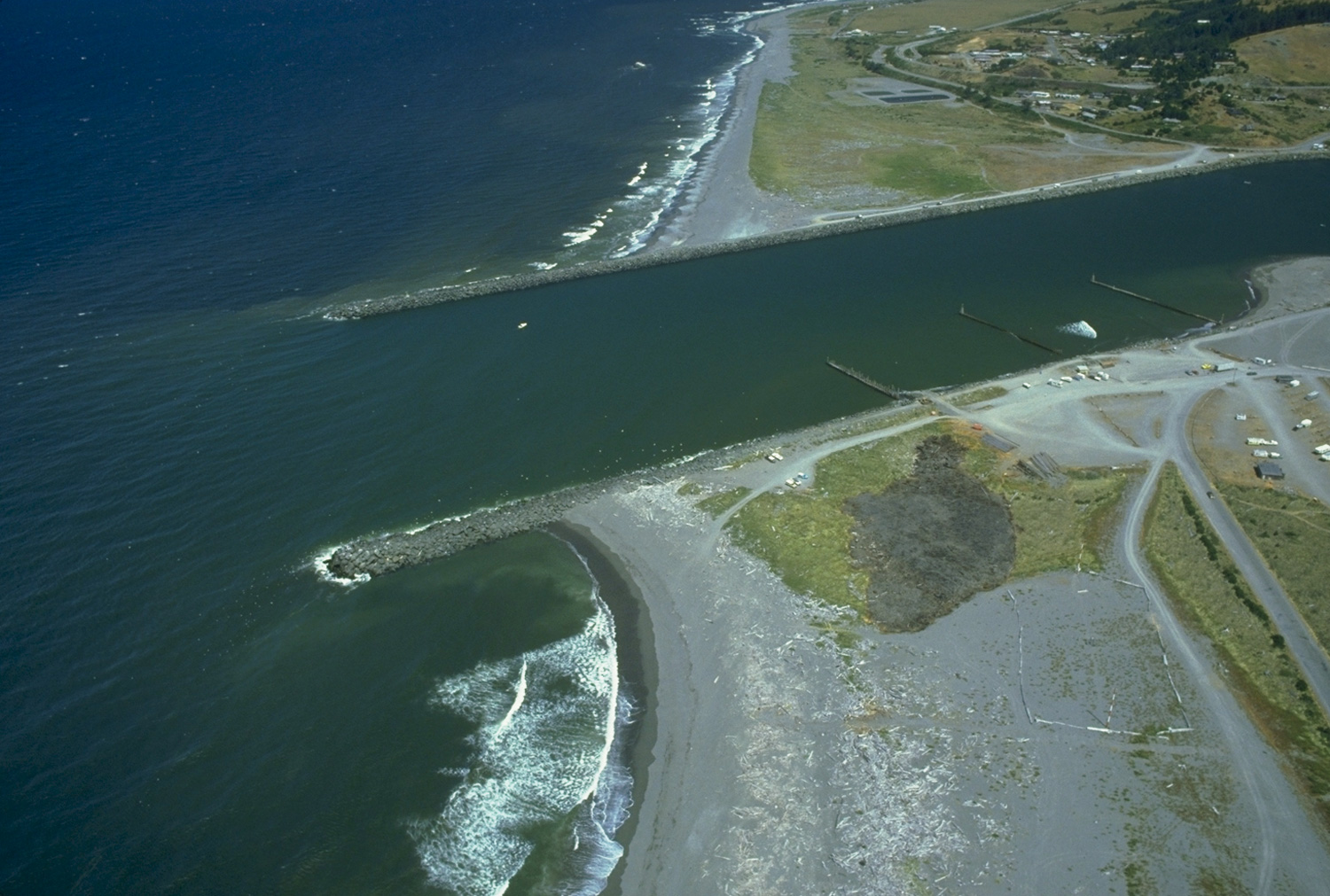
L'artificialisation des littoraux est également liée à celle des cours d'eau. Les jetées sont ici des facteurs supplémentaires de fragmentation écologique.

La côte est la terre adjacente ou proche du domaine maritime (mer ou océan). En français, il n'y a pas de consensus sur la différence entre côte et littoral. Aussi, en géographie et notamment pour traduire la notion anglosaxone de coastline, on utilise souvent le terme de côte et parfois le terme de rivage. L'adjectif « côtier » qualifie ce qui est sur, proche ou relatif à une côte.
« Côte » est un terme très spécifique et s'applique uniquement à la partie d'une île ou d'un continent qui longe un océan ou des eaux de mer. On pourra distinguer les côtes qui font directement face à l'océan de côtes plus "abritées", près d'un golfe ou d'une baie. D'autre part, une rive (en anglais shore) peut se référer à une partie de la terre qui joint celle-ci à une vaste étendue d'eau, y compris des océans (on parlera de plages, en anglais sea shore) et des lacs (lake shore). De même, le terme « berge », quelque peu apparenté, indique un lieu où la terre rejoint en pente douce ou escarpée une rivière (ou un point d'eau plus petit qu'un lac).
Alors que beaucoup de scientifiques s'accordent sur la définition commune du terme « côte », l'extension de la côte vers l'intérieur dépend du régime juridique, et relève d'autorités scientifiques et gouvernementales diverses, pour des raisons politiques, sociales et économiques. Cela se produit généralement parce que délimiter les terres comme une partie de la côte est peut-être vu comme ayant des implications environnementales qui pourraient empêcher l'exploitation de ces terres ou l'établissement de règlementations pour leur utilisation.
Le trait de côte ou ligne de rivage peut être défini comme « le niveau maximal atteint par la mer en période hivernale ».

## Histoire
Les reliefs côtiers, dans leur grande majorité, ont été formés durant le Pléistocène et l'Holocène, et sont façonnés principalement depuis 6000 ans, alors que la mer avait atteint son niveau actuel, ou presque.

## Aspects environnementaux
Le plateau continental est une zone de haute productivité biologique. Le littoral et ses zones adjacentes (plateau continental, estuaires, rives, marais et zones arrière-littorales, etc.) constituent un ensemble d'élément écopaysager très particulier du point de vue biogéographique et paysager. Les apports fluviaux, le mélange d'eaux douces, saumâtres et salées multiplient les niches écologiques, comme le relief creusé par les cours d'eau, découpé ou comblé par l'érosion marine, mais ces éléments forment un ruban qui se prolonge via les rives jusqu'aux sources des fleuves et de leurs affluents dans les bassins versants dont l'unique débouché est souvent un estuaire.

### Menaces et pressions
Les littoraux sont écologiquement très dégradés par les pressions anthropiques (urbanisation en particulier). La côte est à la fois exposée aux pollutions venant de la mer (marées noires, aux apports de macro déchets et de toxiques dans les "laisses de mer", et aux pollutions venant de la terre, et en particulier des ports et zones industrielles. Les écosystèmes littoraux, sableux et estuariens notamment subissent fortement la pression du tourisme et de la pêche. 
Cependant le littoral reste une zone de nidification majeure (falaises notamment) et un corridor biologique irremplaçable pour des centaines de millions d'oiseaux marins et d'oiseaux migrateurs. (Dans le Nord de la France, au cap Gris-Nez, plus d'1 million d'oiseaux peuvent passer en 24 h au moment du pic de migration, et de tels phénomènes sont encore plus importants à Gibraltar ou sur d'autres littoraux dans le monde). C'est pour cette raison que la pression de chasse, et la pollution par le plomb qui en résulte sont si forte, bien que très variables selon les pays et les zones. 
Les estuaires et marais arrière-littoraux sont les milieux qui sont, avec les marais intérieurs, les plus touchés par le saturnisme lié à la grenaille de plomb de chasse (400 kg de plomb de chasse/ha en baie de canche mesurés en France par le CNRS dans le Pas-de-Calais). La menace principale est la plus difficilement réversible, est probablement la fragmentation écopaysagère de ce continuum écologique par l'artificialisation des dunes et plages, des berges des cours d'eau, des estuaires, par la densification du maillage routier, autoroutier et du réseau des voies ferrées, ainsi que par la pollution lumineuse induite par l'artificialisation et l'urbanisation du trait de côte. À titre d'exemple, les espaces bâtis ont en France augmenté de 12 % en 10 ans, de 1992 à 2002, les routes et parkings de 10 %, et les sols artificiels non bâtis (jardins, terrasses…) de 17 % selon l'IFEN (Institut Français de l'Environnement). La pollution lumineuse, augmentant elle de 4 à 5 % par an.

### Unécotonetrès particulier
Comme l'océan et le vent qui tracent leurs contours et leurs formes, les côtes constituent un environnement dynamique et en perpétuel changement. Dans les pays densément peuplés, la dune littorale est l'un des derniers milieux dont la morphologie évolue encore naturellement (là où elles ne sont pas contrôlées par les plantations d'oyats ou divers aménagements, Les mécanismes et transformations naturels ou anthropiques de la Terre (en particulier la montée du niveau de la mer, vagues, dunes mouvantes et divers phénomènes climatiques) ont engendré érosion, dépôts et nouvelles formes au niveau des côtes, ainsi que des inondations et la création de corniches continentales, ou encore de vallées sillonnées par des rivières. La végétation caractéristique des côtes rocheuses et de leurs falaises (leur nature pétrographique n'est pas déterminante, contrairement à la texture de la roche, l'exposition aux embruns, l'orientation de la falaise correspond à des chasmophytes (le Criste marine et localement l'inule perce-pierre ou la Frankénie lisse, Spergulaire des rochers, Armérie maritime, Cochléaire officinale, Cinéraire, Statices, fougère de type Doradille marine).
Le trait de côte virtuel de la carte de géographie ne doit pas faire oublier l'écotone mouvant dans l'espace et dans le temps, que constitue la limite de l'eau qui oscille biquotidiennement horizontalement et verticalement au rythme des marées avec une vitesse, une hauteur et une amplitude variant selon le rythme des saisons. La mer est le seul écosystème caractérisé par un tel mouvement qui n'est pas sans évoquer les cycles inspiration-expiration. Toutes les espèces animales vivant sur le littoral s'y sont adaptées.
Les estuaires sont un autre type d'écotone où s'ajoutent les phénomènes mouvants quotidiens et saisonniers de limite des eaux salées. Ils sont source de haute productivité en termes de biomasse et d'éléments nutritifs pour la vie marine. Lagunes, mangroves, marécages littoraux ou arrière-littoraux, et plages salées sont aussi abri et milieu de vie d'une grande variété de plantes, d'animaux dont insectes, variété cruciale pour la chaîne alimentaire.
Les embruns emportés par le vent à des dizaines de km sont une source importante d'élément nutritifs, de sel et hélas depuis quelques décennies de polluants vers les terres. Des études ont montré qu'en Méditerranée les embruns contenaient assez de polluants pour tuer les plantes les plus fragiles du littoral. Le littoral pourrait être affecté par le trou de la couche d'ozone qui est responsable d'une augmentation du rayonnement ultraviolet, localement très importante, et renforcée sur le littoral par la réverbération sur la mer (cf phénomènes de coup de soleil). Le littoral est aussi une zone d'enjeux forts au regard de l'effet de serre.
Le réchauffement climatique induit déjà un début de montée des océans. L'érosion du trait de côte augmente et touche en moyenne 70 à 75 % de la longueur des littoraux. 80 % de la population mondiale habite à basse altitude et plus de 20 % à proximité d'un océan ou d'un estuaire.
Le littoral peut être affecté par l'eutrophisation (pullulation d'algues sur les zones de Bretagne polluées par les nitrates) ou blooms de plancton dont certains sécrètent des toxines empoisonnant les coquillages.

## Interactions avec l'activité humaine

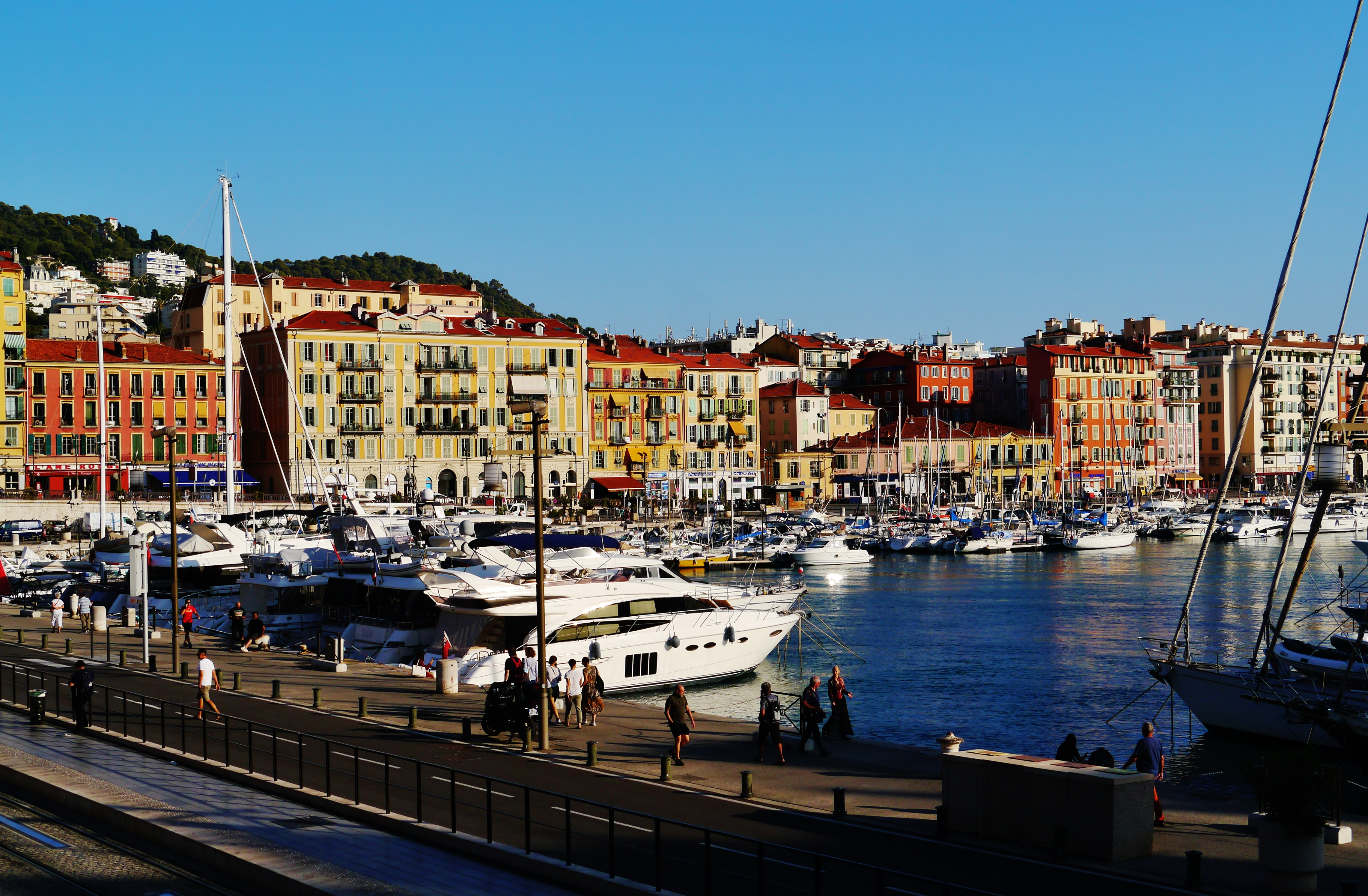
Exemple de côte urbanisée : Nice, France.

Les côtes doivent relever un certain nombre de défis environnementaux relatifs à l'activité humaine. On pense que l'impact de l'activité humaine sur le changement climatique est un facteur de montée du niveau de la mer. Celui-ci menace les habitats côtiers ainsi que l'environnement. Le développement humain sur le littoral, particulièrement lié aux activités touristiques ou industrielles, est aussi menacé par la montée du niveau de la mer, mais contribue aussi à la pollution visuelle du littoral et réduit la flore et la faune côtières.
La pollution est préoccupante le long des côtes avec des ordures et des déchets industriels salissant des plages et parfois des littoraux entiers, ce qui oblige les autorités locales à nettoyer les plages par des machines et autres moyens mécaniques. Le transport de pétrole dans les cargos est un risque majeur à la fois pour l’Océan entier et pour les côtes, surtout lorsqu’un épanchement de pétrole survient. 
Les deux termes côte et côtier sont souvent utilisés pour décrire une localité géographique. Par exemple, la Côte d’Azur en France, ou les côtes Est et Ouest des États-Unis, etc.
Une grande part de la population mondiale, vit près des côtes, pour tirer profit des ressources marines comme le poisson, mais surtout pour participer au commerce international. La plupart des grandes villes du monde qui ont connu un essor important au cours des siècles précédents disposaient de grands ports pour tirer profit du transport par voie maritime. Les états ne disposant pas d’accès à la mer sont souvent handicapés pour le commerce international. Ils sont parfois contraints à construire des canaux exorbitants pour permettent aux embarcations de traverser leur territoire. 
Les côtes, surtout celles sablonneuses avec de l’eau chaude représentent un avantage important pour le tourisme. 
Dans beaucoup d’îles comme celles de la Méditerranée, du Pacifique sud ou des Antilles, le tourisme balnéaire est essentiel pour l’économie. 
Les côtes sont des destinations populaires à cause des activités de loisir comme la natation, la pêche, le surf, la navigation de plaisance et les bains de soleil. La gestion de la croissance peut être un défi pour les autorités locales pour construire des infrastructures afin d’accueillir cette population qui désire changer de mode de vie. 
Beaucoup de touristes et de résidents aiment l’air marin. Celui-ci est considéré comme bénéfique pour la santé. Le climat côtier est influencé par l’océan et, bien qu’il puisse en résulter des phénomènes dangereux comme les cyclones, le climat côtier est souvent plus doux et mieux tempéré que le climat continental. En conséquence, les touristes des zones au climat chaud et humide sont attirés par les littoraux pour ces raisons. 
La côte est souvent une frontière défensive essentielle, sur le plan militaire mais aussi sur le plan de la lutte contre l’immigration clandestine. Des défenses côtières ont donc été érigées par beaucoup de nations. La plupart des états côtiers disposent d’une armée de mer et d’une forme de police maritime.

## Types de côtes
Les géographes distinguent, selon la dynamique du trait de côte donnant des formes littorales à forte empreinte marine, les côtes d'ablation (côtes essentiellement rocheuses façonnées dans les versants continentaux par l'érosion marine et subaérienne : côte à dénudation à l'origine des côtes rocheuses basses, côtes à falaise meuble ou falaise rocheuse, côtes à plateforme d'érosion littorale ; côtes d'accumulation sédimentaire qui s'étirent le long des côtes basses ou s'adossent à des côtes rocheuses (plages, dunes littorales, cordons littoraux, marais maritimes, vasières, etc.) ; côtes anthropisées (enrochement, perré, épi, etc.). Selon la géomorphologie structurale donnant des formes littorales à forte empreinte du relief continental : côte à direction structurale prépondérante ; côte à abers ; côte à calanques ; côte à embouchure (côte estuarienne ou côte deltaïque). La classification des principaux environnements littoraux côtiers peut également s'établir selon un critère hydrodynamique (fonction de la force relative des courants de marées, des vagues et des courants fluviatiles),.
Les côtes rocheuses représentent 80 % des côtes de la Terre.

### Particularités du paysage côtier
- Aber
- Arc insulaire
- Archipel
- Baie
- Cap
- Cordon dunaire
- Delta
- Estran
- Estuaire
- Falaise
- Fjord
- Fleuve côtier
- Golfe
- Grotte marine
- Île
- Lagon
- Marais salant
- Mer
- Péninsule
- Plage
- Récif
- Tombolo

### Processus
- Courants marins
- Érosion du littoral
- Houle
- Marées
- Niveau de la mer
- Sédimentation marine
- Submersion marine
- Transgression marine
- Vagues

### Célèbres côtes
- En France :
  - Côte d'Azur, aussi appelée Riviera
  - Côtes-d'Armor, anciennement Côtes-du-Nord
  - Côte d'Opale
  - Côte d'Argent
- Dans le monde :
  - Riviera méditerranéenne (Italie)
  - Costa Brava et Costa del Sol, côtes méditerranéennes de l'Espagne
  - Côte Adriatique (Croatie)
  - Côte de l'Or
  - Côte d'Ivoire
  - Côte des Barbaresques au Maghreb
  - Côte des Esclaves (Bénin)